# Paul Bocuse
Paul Bocuse (Collonges-au-Mont-d'Or, 11 de febrer de 1926 - 20 de gener de 2018) fou un cuiner francès nascut a una família de xefs què, des del 1700 ha passat de pares a fills la professió i ha mantingut el seu restaurant a Collonges-au-Mont-d'Or, prop de Lió (França).
El seu aprenentatge el va fer, en un principi, amb el xef Claude Maret al seu restaurant Soierie, a Lió. Allà aprèn a comprar i a valorar la matèria primera a utilitzar a la seva cuina. Més endavant va continuar el seu aprenentatge amb la cuinera Eugénie Brazier (3 estrelles Michelin el 1933).
Va treballar al Lucas Carton (avui Senderens), un prestigiós restaurant situat a la plaça de la Madeleine, a París, amb el xef Gaston Richard, amb qui va fer una gran amistat, així com amb els seus companys els germans Troisgros, Pierre i Jean, pilars amb ell de la denominada nouvelle cuisine. Amb els germans Troisgros, en els anys 50 va fer equip al famós restaurant La Pyramide de Vienne, a prop de Lió, on van aprendre la més alta cuina francesa dels xefs Fernand Point i Payl Mercier.
L'any 1961 va ser guardonat amb la seva primera estrella Michelin i també va ser nomenat com a Millor Cuiner de França. L'any 1962 va reformar el restaurant familiar de Collonges i així va aconseguir la seva segona estrella Michelin. El 1965 va arribar la tercera estrella. Durant temps mantingué l'objectiu de recuperar els drets sobre el nom familiar, Bocuse, que el seu avi havia venut el 1921. Quan ho va aconseguir va rebatejar el seu restaurant, que fins llavors es deia Auberge de Collonges, posant-li Paul Bocuse.
L'any 1975, el llavors president de França, Valéry Giscard d'Estaing, el va condecorar amb la Legió d'Honor. Aquell mateix any va crear el concurs mundial de xefs Bocuse D'Or, un dels més prestiogiosos del món. L'any 1989 va ser escollit per Gault & Millau com el Xef del segle. El 30 de març de 2010 Paul Bocuse va ser nomenat Xef del segle per la reconeguda escola de cuina nord-americana Culinary Institute of America.
Paul Bocuse, a més del seu restaurant, deixa com a llegat culinari una cadena de brasseries a Lió, especialitzades en diversos aspectes de la cuina francesa, així com un altre restaurant Bocuse a la zona francesa Epcot de Disneyland (Estats Units), dirigit pel seu fill Jérôme.